# والتر صموئيل هنتر
والتر صموئيل هنتر (بالإنجليزية: Walter Samuel Hunter)‏ هو عالم نفس أمريكي، ولد في 22 مارس 1889 في ديكادور في الولايات المتحدة، وتوفي في 3 أغسطس 1954 في بروفيدنس في الولايات المتحدة.